# Rob Guillory
Pour les articles homonymes, voir Guillory.
Rob Guillory (né le 2 juin 1982 à Lafayette) est un auteur de bande dessinée américain. Il est principalement connu comme dessinateur de Chew, publié depuis 2009 par Image Comics.

## Prix et récompenses
- 2010 : Prix Eisner de la meilleure nouvelle série pour Chew (avec John Layman)
- 2010 : Prix Harvey de la meilleure nouvelle série (avec John Layman) et du meilleur nouveau talent pour Chew
- 2011 : Prix Eisner de la meilleure série pour Chew (avec John Layman)